# H-Blockx
Pour les articles homonymes, voir Blockx.
H-Blockx est un groupe allemand de rock alternatif, originaire de 
Münster, en Westphalie. Ils sont considérés comme les précurseurs allemands du style crossover. Outre leurs sept albums et un best-of, ils ont notamment écrit la bande originale du film allemand Bang Boom Bang - Ein todsicheres Ding.
Le nom du groupe est dérivé du terme H-Block, qui désignait les bâtiments à la forme caractéristique de la prison HMP Maze pendant le conflit en Irlande du Nord,.

## Histoire

### Années 1990
Le premier single Risin' High, qui a pu s'établir dans les hit-parades lors d'une deuxième sortie en 1995, se vend dès 1993, sans être explicitement promu, à 10 000 exemplaires par le seul bouche à oreille et a constitué une base solide pour le premier album Time to Move. Avec 62 semaines dans les charts, celui-ci est non seulement devenu l'album allemand de l'année, mais il est également certifié disque d'or avec plus de 750 000 exemplaires vendus. De plus, les H-Blockx sont élus German Local Hero lors des MTV Europe Music Awards en 1994. En raison de la grande popularité du style musical dans le genre du snowboard, le groupe se produit en décembre 1995 aux côtés de Clawfinger lors du Air-&-Style-Contest à Innsbruck qui affichait complet. De plus, ils sont nommés pour le MTV Breakthrough Artist Award en 1995.
L'année suivante, Risin' High est récompensé par le VIVA Comet pour le meilleur clip national de l'année et une première grande tournée et lancée en Europe. Après la sortie du deuxième album Discover My Soul en 1996, les H-Blockx se produisent en première partie de Bon Jovi lors de divers concerts en plein air et ont entamé une nouvelle tournée européenne,.
En 1997, le batteur Mason quitte les H-Blockx pour des raisons de santé et personnelles ; il est remplacé en 1998 par Marco Minnemann des Freaky Fukin Weirdoz. Le troisième album studio, Fly Eyes, est achevé la même année et le groupe participe au Vans Warped Tour en Europe. Après seulement un an avec un nouveau batteur, le groupe se retrouve à nouveau sans batteur après le départ de Marco Minnemann en 1999. Cette lacune a pu être comblée par Steffen Wilmking de Thumb, de sorte que la bande originale de la comédie d'action allemande Bang Boom Bang - Ein todsicheres Ding, dans laquelle les membres du groupe apparaissent en outre dans des petits rôles, a été écrite et enregistrée la même année. Les H-Blockx fêtent aussi des succès aux États-Unis, lorsqu'ils se produisent en 1999 sur le Warped Tour aux côtés d'artistes de renom comme Eminem, Ice-T, Blink-182 et Suicidal Tendencies. Avec Oh Hell Yeah, ils contribuent à la chanson titre de la quatrième compilation officielle de la World Wrestling Federation, qui se vendu à 1,4 million d'exemplaires et atteint la 4e place du classement Billboard. Le clip correspondant est tourné à Los Angeles avec la participation du catcheur américain Steve Austin. Par la suite, les H-Blockx repartent en première partie de Biohazard pour une tournée américaine de six semaines.

### Depuis 2000

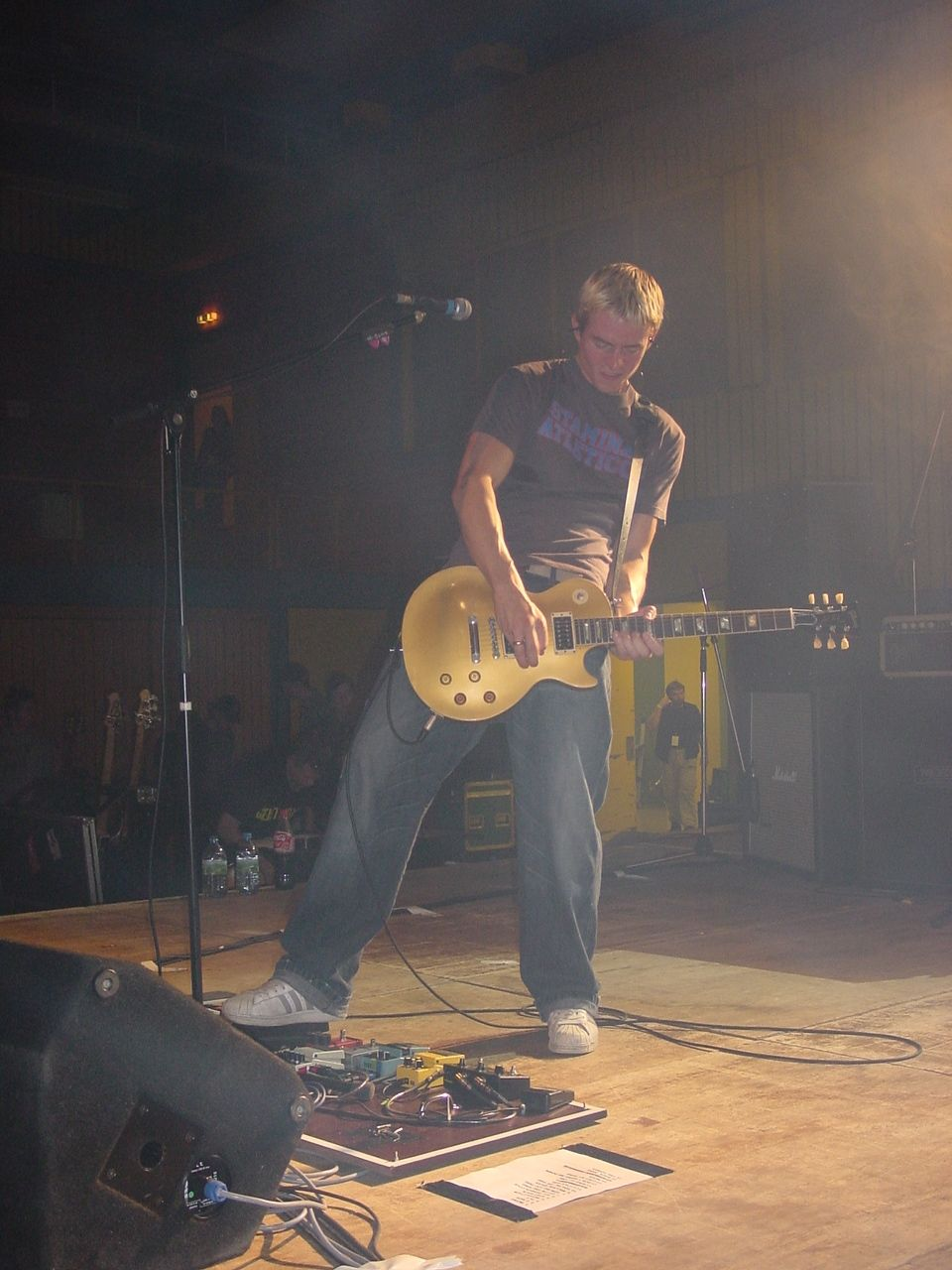
Le guitariste Tim Tenambergen (2002).

En octobre 2000, Dave Gappa quitte le groupe et en 2001, Dog remplace le batteur Steffen Wilmking. En 2002, le single Get in the Ring de l'album homonyme l'hymne walk-in officiel du champion de boxe Sven Ottke. En 2003, Henning Wehland apparait dans l'épisode Das Konzert de la série comique Axel ! d'Axel Stein, dans lequel les H-Blockx jouent le rôle de tête d'affiche du Smash Festival. D'autres sorties de singles et d'albums ont également toujours pu se placer dans les charts. Le groupe se produit avec succès lors de plusieurs tournées et à Rock am Ring et Rock im Park. Le premier album best-of sort en 2004 sous le titre More Than a Decade, dont la pochette représente le bâtiment est de la National Gallery of Art.
Pour son quinzième anniversaire sur scène, le 7 mai 2005, le groupe se produit à l'Eurocityfest sur la place de la cathédrale de sa ville natale, Münster.
Pour le sixième album studio, Open Letter to a Friend, le groupe et le management ne réussissent pas à se mettre d'accord sur le style musical de l'album ainsi que sur sa commercialisation. L'accord stipulait que leur label ne prendrait en charge les frais de marketing que si la vidéo du premier single Countdown to Insanity enregistrait au moins 100 000 vues sur YouTube ou si le single se classait parmi les 10 meilleurs titres du classement allemand des singles. Le 8 septembre 2007, ils donnent un concert gratuit sur la place de la cathédrale de Münster devant environ 5 000 spectateurs. Leur bus Guerilla Tour leur servait de scène.
Le 25 mai 2012, le septième album studio est sorti sous le titre HBLX, qui est né d'une idée des années 1990, car il fallait souvent recourir à des abréviations pour étiqueter les bandes de 2 pouces des magnétophones. Le même jour, Hi Hello, le premier (et unique) single de cet album, sort.

## Discographie

### Albums studio
- 1994 : Time to Move (BMG / Hansa Sing ; 14e en Allemagne[11] 11e en Autriche[12], 8e en Suisse[13] ; certifié disque d'or[14])
- 1996 : Discover My Soul (BMG / Hansa Sing ; 7e en Allemagne[11] 5e en Autriche[12], 15e en Suisse[13])
- 1998 : Fly Eyes (BMG / Hansa Sing ; 19e en Allemagne[11] 20e en Autriche[12], 44e en Suisse[13])
- 1999 : Bang Boom Bang - Ein Todsicherer Soundtrack (bande son du film Bang Boom Bang) (Supersonic Records/BMG)
- 2002 : Get in the Ring (BMG / GUN Records ; 19e en Allemagne[11] 20e en Autriche[12], 44e en Suisse[13])
- 2004 : No Excuses (X-Cell Records ; 14e en Allemagne[11] 23e en Autriche[12], 53e en Suisse[13])
- 2007 : Open Letter to a Friend (X-Cell Records ; 14e en Allemagne[11] 43e en Autriche[12], 51e en Suisse[13])
- 2012 : HBLX (Show You a Trick Records ; 31e en Allemagne[11] 66e en Autriche[12], 85e en Suisse[13])

### Albums live
- 2002 : Live (BMG / GUN Records)

### Compilations
- 2004 : More than a Decade: The Best of H-Blockx (BMG / GUN Records)

### Singles
- 1993 : Risin' High
- 1994 : Move
- 1995 : Go Freaky
- 1995 : Revolution/Risin' High (promo)
- 1995 : Little Girl
- 1996 : How Do You Feel?
- 1996 : Step Back
- 1996 : Discover My Soul (promo)
- 1996 : Gimme More
- 1998 : Fly
- 1998 : Take Me Home
- 1999 : Time of My Life (EP)
- 2000 : Ring of Fire (avec Dr. Ring-Ding)
- 2001 : C'MON
- 2002 : The Power (avec Turbo B.)
- 2002 : Get In The Ring (avec Dr. Ring-Ding)
- 2002 : Little Girl (live) (promo)
- 2004 : Leave Me Alone!
- 2004 : Celebrate Youth
- 2007 : Countdown to Insanity